# 八潮 (八潮市)
八潮（やしお）は、埼玉県八潮市にある町名。現行行政地名は八潮一丁目から八丁目。郵便番号は340-0815。

## 地理
埼玉県の東部地域で、八潮市の中央部に位置する。土地区画整理により造成され、住居表示が実施された地区である。首都高速6号線が南部を横断している。地区の西側を葛西用水路（東京葛西用水）が流れる。全域が市街化区域である。地内は主に住宅地となっている。

### 地価
住宅地の地価は2023年（令和5年）1月1日の公示地価によれば八潮4丁目23番6の地点で16万3,000円/m2となっている。

## 沿革
- 1970年（昭和45年）8月18日 - 「八潮第二土地区画整理事業」の都市計画決定[3]。
- 1986年（昭和61年）10月4日 - 大字二丁目、大字木曽根、大字中馬場、大字大原、大字大曽根、大字西袋の各一部[5]で実施されていた「八潮第二土地区画整理事業」の完成に伴い町名および地番が変更され、八潮一丁目〜八潮八丁目が成立[5]。
- 2025年（令和7年）1月28日 - 埼玉県八潮市道路陥没事故が発生。八潮二丁目の一部に避難勧告[6]（翌29日に警戒区域へ移行[7]）。

## 世帯数と人口
2023年（令和5年）1月1日現在の世帯数と人口は以下の通りである。
| 丁目       | 世帯数    | 人口     |
| ---------- | --------- | -------- |
| 八潮一丁目 | 516世帯   | 1,070人  |
| 八潮二丁目 | 617世帯   | 1,273人  |
| 八潮三丁目 | 602世帯   | 1,427人  |
| 八潮四丁目 | 859世帯   | 1,704人  |
| 八潮五丁目 | 286世帯   | 525人    |
| 八潮六丁目 | 778世帯   | 1,656人  |
| 八潮七丁目 | 838世帯   | 1,871人  |
| 八潮八丁目 | 461世帯   | 980人    |
| 計         | 4,957世帯 | 10,516人 |

## 小・中学校の学区
市立小・中学校に通う場合、学区は以下の通りとなる。
| 丁目   | 番地                  | 小学校               | 中学校             |
| ------ | --------------------- | -------------------- | ------------------ |
| 一丁目 | 1〜10、12〜15、24〜25 | 八潮市立潮止小学校   | 八潮市立大原中学校 |
| 一丁目 | 11、16〜23、26〜31    | 八潮市立大原小学校   | 八潮市立大原中学校 |
| 二丁目 | 1〜2                  | 八潮市立潮止小学校   | 八潮市立大原中学校 |
| 二丁目 | 3〜27                 | 八潮市立大原小学校   | 八潮市立大原中学校 |
| 三丁目 | 1、6、11〜32          | 八潮市立大原小学校   | 八潮市立大原中学校 |
| 三丁目 | 2〜5、7〜10           | 八潮市立大原小学校   | 八潮市立八潮中学校 |
| 四丁目 | 全域                  | 八潮市立大原小学校   | 八潮市立大原中学校 |
| 五丁目 | 1～10                 | 八潮市立大原小学校   | 八潮市立大原中学校 |
| 五丁目 | 11〜19                | 八潮市立大曽根小学校 | 八潮市立大原中学校 |
| 六丁目 | 全域                  | 八潮市立大原小学校   | 八潮市立大原中学校 |
| 七丁目 | 1～23                 | 八潮市立大原小学校   | 八潮市立八潮中学校 |
| 七丁目 | 24〜49                | 八潮市立大原小学校   | 八潮市立大原中学校 |
| 八丁目 | 1～20の2、21〜23      | 八潮市立八幡小学校   | 八潮市立八幡中学校 |
| 八丁目 | 20の3～20の終わり     | 八潮市立大原小学校   | 八潮市立大原中学校 |

## 交通
地内に鉄道は敷設されていない。最寄り駅は首都圏新都市鉄道つくばエクスプレス八潮駅であるが、八潮4丁目23番6の地点よりおよそ0.9 km離れている。

### 道路
- 首都高速6号三郷線
- 千葉県道・東京都道・埼玉県道54号松戸草加線
- 埼玉県道102号平方東京線
- 埼玉県道116号八潮三郷線
- 青葉通り
- いちょう通り
- 市役所通り
- 保健センター通り
- 大原緑道

## 公園
- 大原公園
- 大原児童公園
- 木曽根児童公園
- 苗間児童公園
- 西袋児童公園
- 中馬場児童交通公園
- 若柳児童公園
- 真菰田児童公園

## 施設
- 八潮市立大原小学校
- 八潮市立大原中学校
- 青和幼稚園
- やしおエンゼル保育園
- ふれあいしおどめ保育園八潮
- 八潮中馬場郵便局
- 八潮市立保健センター
- 県営・市営大原団地
- 大原公民館 - 稲荷神社の境内地に所在
- 新田公民館 - 照富久稲荷神社の隣接地に所在
- 若柳公民館
- 八潮市立文化スポーツセンター
- だいばら児童館（わんぱる）
- 稲荷神社
- 照富久稲荷神社 - 一丁目に鎮座
- 円照寺
- 観音堂 - 地区の北西端に所在